# Resolution 389 des UN-Sicherheitsrates
Die Resolution 389 des UN-Sicherheitsrats wurde am 22. April 1976 unter Hinweis auf die Resolution 384 und dem Bericht des Generalsekretärs vom 12. April 1976 mit zwölf Stimmen angenommen. Bei der Abstimmung enthielten sich die Vertreter der Vereinigten Staaten und Japans. Benin nahm an der Abstimmung nicht teil. Mit der Resolution wurde Indonesien erneut aufgefordert, seine Truppen aus Osttimor zurückzuziehen.

## Hintergrund
Infolge der Nelkenrevolution in Portugal 1974 wurden seine Kolonien auf die Unabhängigkeit vorbereitet. Während die afrikanischen Besitzungen bis zum 11. November 1975 alle in die Unabhängigkeit entlassen worden waren, gab es bei Portugiesisch-Timor massive Schwierigkeiten. Im August war es zu Kämpfen zwischen den beiden Parteien UDT und FRETILIN gekommen, weswegen der portugiesische Gouverneur die Hauptstadt Dili verließ. Im selben Zeitraum begann der Nachbar Indonesien inoffiziell die Grenzregionen zu besetzen. Die aus dem Machtkampf siegreich hervorgegangene FRETILIN rief aufgrund der indonesischen Bedrohung am 28. November einseitig die Unabhängigkeit der Demokratischen Republik Osttimor aus, um internationale Unterstützung zu erhalten, doch am 7. Dezember begann Indonesien offen mit einer groß angelegten militärischen Invasion. Bereits am 22. Dezember 1975 hatte der Sicherheitsrat mit der Resolution 384 des UN-Sicherheitsrates Indonesien aufgefordert seine Truppen zurückzuziehen und das Recht der Osttimoresen auf Selbstbestimmung zu respektieren.

## Die Resolution
Der Sicherheitsrat hat die Stellungnahmen der Vertreter Portugals, Indonesiens und des Volks von Osttimor gehört. Aus Indonesien waren dies unter anderem Guilherme Maria Gonçalves, Mário Viegas Carrascalão, José Gonçalves und João Pedro Soares, die aus Osttimor stammten und den Anschluss an Indonesien unterstützten. Für Osttimor sprach José Ramos-Horta von der FRETILIN und der australische Politiker Ken Fry vor.
Der Rat bestätigt nochmals das unveräußerliche Recht des Volkes Osttimors auf Selbstbestimmung und Unabhängigkeit in Übereinstimmung mit den Prinzipien der Charta der Vereinten Nationen und der Erklärung zur Gewährung der Unabhängigkeit für die kolonialisierten Länder und Völker in der Resolution der UN-Generalversammlung 1514 (XV) vom 14. Dezember 1960.
Der Rat ist der Ansicht, dass alle Anstrengungen unternommen werden müssen, um dem Volk von Osttimor die freie Ausübung ihres Rechts auf Selbstbestimmung zu ermöglichen. Er ist sich der Dringlichkeit bewusst, sie angespannte Situation in Osttimor zu beenden.
Der Rat ruft alle Staaten auf, die territoriale Integrität Osttimors und das unveräußerliche Recht seines Volkes auf Selbstbestimmung gemäß der Resolution der Generalversammlung 1514 (XV) zu respektieren. Die Regierung Indonesiens wird aufgefordert, seine Streitkräfte unverzüglich aus dem Territorium zurückzuziehen. Alle Staaten und beteiligte Parteien sind aufgefordert mit den Vereinten Nationen für eine friedliche Lösung der Situation und der Entkolonisation von Osttimor zu kooperieren.

## Folgen
Indonesien zog sich nicht aus Osttimor zurück, sondern annektierte das Land am 17. Juli 1976 als seine 27. Provinz, während Osttimor international weiter offiziell als portugiesisches Territorium galt. Durch den Guerillakrieg und seine Folgen starben 183.000 Menschen. Nach einem Unabhängigkeitsreferendum und einer letzten Gewaltwelle wurde 1999 vom Weltsicherheitsrat die Eingreiftruppe INTERFET entsandt und Osttimor bis zu seiner Entlassung in die Unabhängigkeit 2002 unter UN-Verwaltung gestellt.